# Prooncholaimus longisetosus
Prooncholaimus longisetosus is een rondwormensoort uit de familie van de Oncholaimidae.